# Менцов, Фёдор Николаевич
Фёдор Николаевич Менцов (1819—1848) — российский поэт, критик и востоковед, близкий к О. И. Сенковскому; сотрудник «Энциклопедического лексикона» Плюшара (1834—1841).

## Биография
Родился в 1819 году. В 1838 году окончил 1-е отделение (историко-филологическое) философского факультета Императорского Санкт-Петербургского университета со степенью кандидата.

## Поэзия Менцова
Помещал в «Библиотеке для чтения» 1837—1839 гг., «Литературных прибавлениях к Русскому инвалиду» и др. изданиях довольно изящные стихотворения.
Сотрудничал в самой первой русской универсальной энциклопедии — «Энциклопедическом лексиконе» Плюшара (1834—1841), для которого написал статьи Викрамадития, Вина (музыкальный инструмент); о Гайдер-Али-хане; Гоффмане; д’Аламбере; Дегли; Джагеде и Джеллаль-эддин-Руми. Подписывался «Ѳ. Мнцв».

## Публицистика
В «Журнале Министерства народного просвещения», помимо рецензий, напечатал:
- «Иездеджерд III, последний государь Персии до покорения ее Аравитянами» (т. XVII),
- «Взгляд на литературу, науки и художества индусов» (т. XVIII),
- «О состоянии первоначального обучения в Китае» (т. XXV),
- «Жизнь и труды Лейбница» (т. XXXIII),
- «Законодательство и судопроизводство в Индии» (т. XXXVI),
- «Аристотель» (т. XXXVII) и многое др.